# تفاعل قشري
التفاعل القشري (بالإنجليزية: cortical reaction)‏ هو عملية يتم إحداثها أثناء تخصيب البويضة عن طريق إفراز حبيبات قشرية منها، والتي بدورها تمنع تعدد الإمناء (تعدد التلقيح)، أي عملية تلاحم/اندماج عدة حيوانات منوية مع البويضة.
على عكس عملية منع تعدد الإمناء السريع، والتي تعمل (فوراً ولكن مؤقتاً)على منع أي حيوانات منوية أخرى من تخصيب البويضة، يُشكل التفاعل القشري حاجزاً دائماً يعمل على منع أي حيوانات منوية أخرى من تخصيب البويضة في معظم الحيوانات (منع تعدد الإمناء البطيء).
لتشكيل هذه الحبيبات القشرية الحاجزة، يتم دمج الحويصلات الإفرازية المتخصصة الموجودة داخل قشرة البيضة (المنطقة الواقعة أسفل غشاء البلازما مباشرة) مع غشاء بلازما البويضة، مما يتسبب في إطلاق محتويات الحبيبات القشرية خارج الخلية حيث يتم تعديل الميتركس الموجودة هناك لجعل الحيوانات المنوية الأخرى غير قابلة على اختراقها. تحتوي الحبيبات القشرية على البروتيازات، والبيروكسيدازات، والغليكوز امينوغليكان الذي يجذب الماء إلى الحيز المحيط بالمح، مما يتسبب في توسعها وتشكيل طبقة هيالنية. إن أهمية عملية الإخراج الخلوي التي تقوم بها الحبيبات القشرية يكمن في إطلاق أيونات الكالسيوم من الشبكة الإندوبلازمية الملساء القشرية استجابة لارتباط الحيوان المنوي بالبويضة.
في معظم الحيوانات، تكون الميتركس الموجودة خارج الخلية حول البويضة هي الغشاء المحي الذي يصبح غشاء الإخصاب بعد التفاعل القشري. ومع ذلك في الثدييات، فإن الميتركس الموجودة خارج الخلية المعدلة عن طريق التفاعل القشري هي المنطقة الشفافة. يُعرف هذا التعديل في المنطقة الشفافة بتفاعل المنطقة (zona reaction). على الرغم من الحفاظ عليه بشكل كبير في جميع أنحاء مملكة الحيوانات، فإن التفاعل القشري يظهر تنوعًا كبيرًا بين الأنواع. في حين تم معرفة الكثير عن هوية ووظيفة محتويات الحبيبات القشرية في قنفذ البحر الذي يسهل الوصول إليه، لا يُعرف الكثير عن محتويات الحبيبات القشرية في الثدييات.
يعتبر التفاعل القشري الذي يحدث داخل البويضة مماثلاً إلى حد ما للتفاعل الأكروسومي الذي يحدث داخل الحيوانات المنوية، حيث يتم دمج الأكروسوم، وهو حويصلة إفرازية متخصصة مماثلة للحبيبات القشرية، مع غشاء البلازما لخلية الحيوان المنوي لإطلاق محتوياتها التي تتسبب في انحلال غلاف البويضة الصلب والسماح للحيوان المنوي بالارتباط والاندماج/التلاحم معها.

## شوكيات الجلد
في نظام قنفذ البحر، النموذج المدروس جيدًا، تقوم محتويات الحبيبات القشرية بتعديل طبقة بروتينية على الجزء الخارجي من غشاء البلازما (الطبقة المحية) بحيث يتم إفرازها من الغشاء. تبذُل بروتينات الحبيبات القشرية التي تم إطلاقها ضغطًا إسموزياً غروانيًا مما يتسبب في دخول الماء إلى الحيز الواقع بين غشاء البلازما والطبقة المحية، وتتوسع بذلك الطبقة المحية بعيدًا عن سطح البيضة. هذه العملية يمكن رؤيتها بسهولة تحت المجهر وتُعرف باسم «ارتفاع غلاف التخصيب».  تلتصق بعض محتويات الحبيبات السابقة بغلاف التخصيب، ويتم تعديله على نطاق واسع ويتشابك. عندما يرتفع غلاف التخصيب، يتم إزالة الحيوانات المنوية الغير المِخصِّبة بعيدًا عن غشاء بلازما البويضة، ولأنها غير قادرة على المرور عبر غلاف التخصيب، يتم منعها من دخول البويضة. لذلك، يمنع التفاعل القشري بشكل أساسي التخصيب المتعدد الإمناء، وهو حدث مميت للبويضة المخصبة. المكون الحبيبي القشري الآخر هو الهيالين الغني بمتعدد السكاريد، والذي يبقى ملتصقًا بالسطح الخارجي لغشاء البلازما، ويصبح جزءًا من الطبقة الهيالينية.

## الثدييات
على الرغم من دراسة الثدييات المختلفة، تمثل الفئران أفضل النماذج الحيوانية المدروسة لفهم التفاعل القشري في الثدييات. في الثدييات، يؤدي التفاعل القشري إلى تعديل المنطقة الشفافة التي تمنع تعدد الإمناء. تقوم الإنزيمات المُفرزة من الحبيبات القشرية بهضم وتحليل مستقبلات البروتينات السكرية للحيوانات المنوية ZP2 و ZP3 (المستقبلات تكون الموجودة على سطح المنطقة الشفافة) بحيث لا تعد قادرة على ربط واستقبال الحيوانات المنوية.

## روابط خارجية
- ينظم التحلل البروتيني عن طريق القشرية الحبيبية سيرين بروتياز 1 عند الإخصاب